# نووایشمتوو
نووایشمتوو (انگلیسی: Novoishmetovo) یک شهرک در شهرستان دیورتیورلینسکی در استان باشقیرستان کشور روسیه است.